# Mario Alberto Molina Palma
Mario Alberto Molina Palma OAR (Panamá, 13 de octubre de 1948) es un eclesiástico católico panameño, fue arzobispo de la Arquidiócesis de Los Altos Quetzaltenango-Totonicapán desde 2011 hasta 2024.
Anteriormente fue obispo de Quiché entre 2004 y 2011.

## Biografía
Nació el 13 de octubre de 1948 en la Ciudad de Panamá. En un inició cursó estudios primarios y secundarios en el Colegio San Agustín de la Ciudad de Panamá.
Luego de concluir el bachillerato, solicitó ingresar a la Orden de Agustinos Recoletos, en la Provincia de Nuestra Señora de la Consolación, pero tuvo que hacer su noviciado en la casa de formación de aquella época de la Provincia de San Agustín, en la Ciudad de Kansas, Kansas,  continuando la formación durante la etapa de los votos simples hasta la profesión solemne en 1971. En 1972 fue cuando inició la formación en la etapa de teología en el Seminario Santo Tomás de Villanueva de Torrente en Valencia.
La etapa filosófica los realizó en la Universidad de Rockhurst donde obtuvo el Bachillerato en Letras en 1972. Posteriormente ingresó a la Facultad de Teología San Vicente Ferrer de Valencia donde obtuvo el Bachillerato en Teología en 1975. Ese año, tras la ordenación presbiteral, continuó estudios de especialización en Sagrada Escritura en el Pontificio Instituto Bíblico de Roma, donde obtuvo la Licenciatura en Sagradas Escrituras en 1978. Dejó pasar unos años debido a que formó parte del equipo de formación en Torrente, luego volvió nuevamente a Roma para realizar el trabajo doctoral en el mismo Pontificio Instituto Bíblico, donde obtuvo el título de Doctor en Sagradas Escrituras, en 1985.

### Trayectoria
Luego de terminar sus estudios, fue enviado a Guatemala en 1985, en donde comenzó a trabajar principalmente en la docencia bíblica y teológica en el «Seminario Mayor Nacional de la Asunción» un centro de formación sacerdotal en el país, también se desempeñó en la Facultad de Teología de la Universidad Rafael Landívar, en el Instituto Teológico Salesiano, entre 1986 y 1991, este mismo año comenzó su servicio como Prior del Seminario San Agustín de Guatemala y como Delegado Provincial en Guatemala entre 1991 y 1997.
En 1994 asumió como decano de la Facultad de Teología de la Universidad Rafael Landívar por seis años, hasta inicios del año 2000. En 1998 también asumió como secretario adjunto de la Conferencia Episcopal de Guatemala, desempeñándose así hasta el año 2002. 

### Sacerdocio
Recibió el diaconado en Pamplona, y la ordenación presbiteral el 29 de junio de 1975 en Panamá. En 2002 fue designado Párroco de la Parroquia de Santa María Goretti, en la ciudad de Guatemala. El 29 de octubre de 2004, mientras participaba como Delegado al Capítulo General de la Orden de los Agustinos, fue nombrado Obispo de Quiché, en Guatemala, por el papa Juan Pablo II.

### Episcopado
Recibió la ordenación en Santa Cruz de Quiché el 22 de enero de 2005. Fue ordenado Arzobispo de los Altos el 17 de septiembre de 2011.
El 14 de julio de 2011 el Papa Benedicto XVI lo nombró como arzobispo metropolitano de Los Altos, Quetzaltenango-Totonicapán, en Guatemala.
El 9 de octubre de 2020, al realizarse la prueba dio positivo para COVID-19.
El 14 de agosto de 2023 mientras oficiaba una Misa en la Catedral del Espíritu Santo de Quetzaltenangosufrió un espasmo pulmonar, fue necesario que llegaran los bomberos a prestarle atención de primeros auxilios, posteriormente indicó que se debía a una gripe que tenía por lo que se necesitó de casi 2 semanas para que se recuperara completamente.

## Publicaciones
- Tesis: La interpretación de la Escritura en el Espíritu, publicada en Burgos en 1987.[13]
- Creo según las Escrituras (Valencia 1994).
- Cristo y la Iglesia en la encrucijada de la inculturación (Guatemala, 1997).[14]
- Hemos visto su gloria (Bogotá 1998).
- Todo lo ha hecho bien: un comentario al evangelio según san Marcos (Guatemala 2003).
- Escritos y opiniones en el periódico Prensa Libre.